# Дорестад
Дорестад (нидерл. Dorestad, з.-фриз. Doarestêd) — крупный торгово-ремесленный центр Северной Европы эпохи раннего Средневековья. Располагался в междуречье Рейна и Лека на территории Нидерландов, южнее Утрехта, близ современного города Вейк-бей-Дюрстеде (нидерл. Wijk bij Duurstede).

## Топоним
Считается, что название Дорестад, фигурирующее в источниках с VII века, полностью или частично кельтского происхождения.

## История

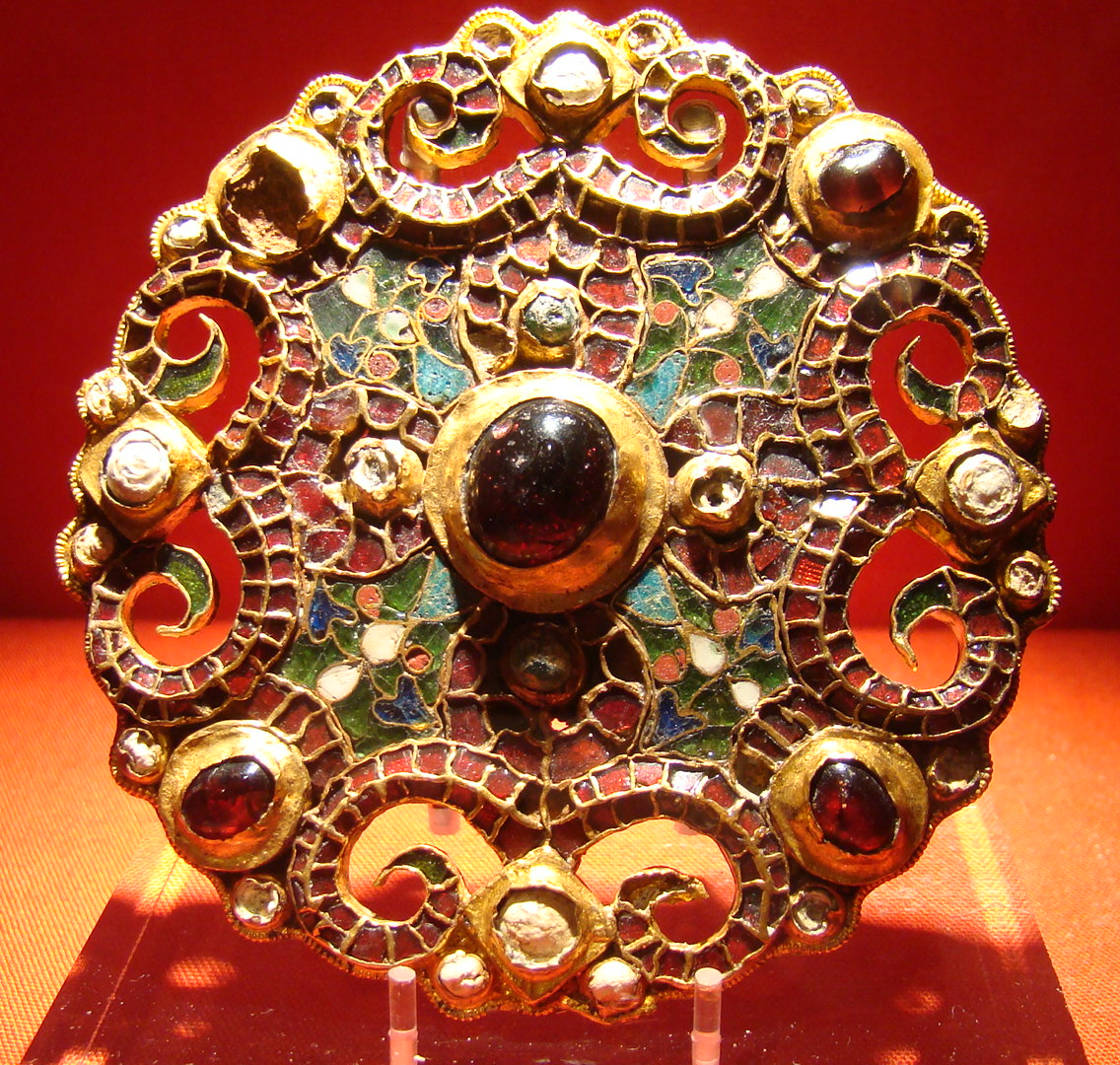
Фибула VIII века, найденная археологами в колодце Дорестада. Лейденский музей

### Центр торговли

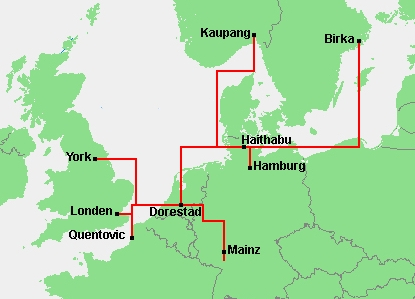
Дорестад и прилегающие торговые пути

Существование торговых гильдий в крупнейших фризских городах известно по западноевропейским латиноязычным источникам.
При впадении Сены, Мааса и Рейна в Северное море во второй половине VII века возникают или оживают основанные ещё в римское время эмпории: Квентовик южнее современной Булони, Домбург на о. Вальхерен, Дорестад в устье Рейна, который является главным торговым центром. Через город шёл импорт главного оружия знатных викингов — франкских мечей, рейнского вина, здесь ткали прекрасные фризские сукна и составные гребни, привозили прибалтийский янтарь, рабов, охотничьих собак, соль, стекло, краситель, мех, мёд. Из янтаря и стекла изготавливали бусины для украшений, из костей и рогов вырезали гребни, из бронзы — ключи.
Дорестад служил перевалочным пунктом для рейнских судов, вывозивших из глубин континента зерно и вина, которые отсюда поступали на рынки, расположенные по берегам Балтийского и Северного морей.
Дорестад становится в Каролингской империи также главным пунктом сбора 10 % торговых пошлин и начавшейся около 600 года чеканки монет. Найдены серебряные монеты с изображениями Пипина Короткого, Карла Великого, Людовика Благочестивого. Сохранились свидетельства оживлённой торговли Дорестада со Швецией и Норвегией в период до миссии Ансгара. Дорестадские монеты обнаружены также в России. Дорестад быстро прирастал территориями — к 800 году она составила 250 га. Расцвет города пришёлся на 770—830-е годы, когда город торгует на юге по Рейну, Маасу, Шельде (фризские монеты ранней чеканки достигают Кобленца и даже Боденского озера) на север в Англию (вплоть до Йорка) и на восток в Балтийское море.

### Набеги и войны

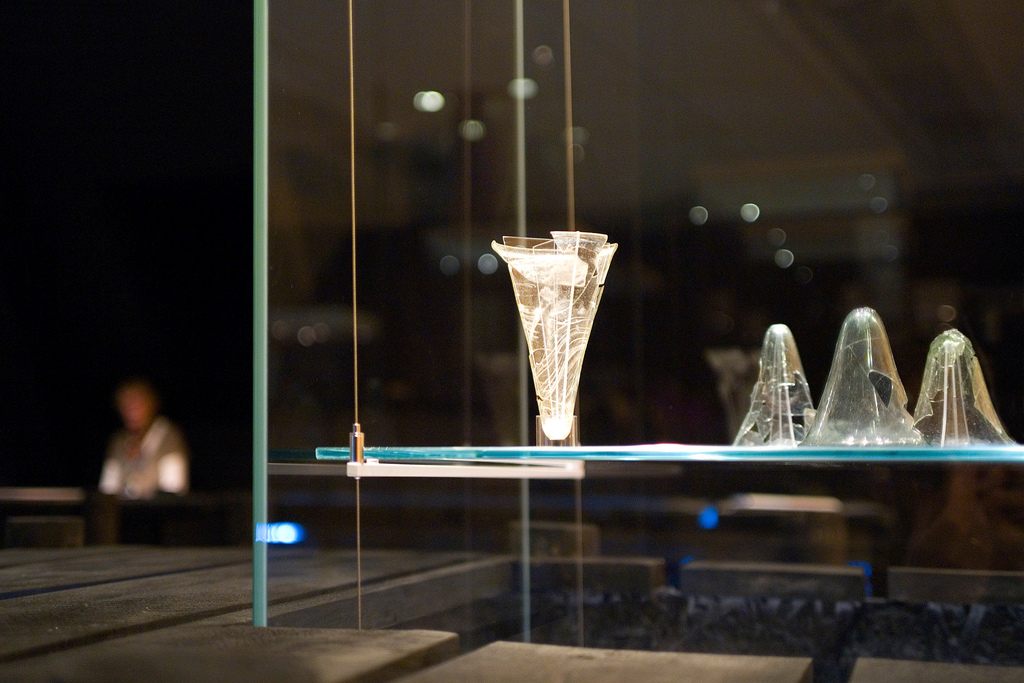
Стеклянная чаша из Дорестада, которую переворачивали после пития.

В VII—VIII веках за обладание Дорестадом с франками часто спорили фризы, которые пытались сделать его столицей своего государства. Приблизительно в 719 году состоялось сражение при Дорестаде между франками и фризами, по результатам которой территория вошла в состав Франкского государства Карла Мартелла.
В IX веке торговый город сделался объектом нападений со стороны викингов. От врагов город защищали река, частокол и каролингские укрепления, но оставленный Каролингами без внимания город сначала разграблялся данами, а затем природа довершила начатое людьми. Наиболее разрушительные набеги перечислены в хрониках за 834—836, 844, 857 и 863 годы. Последние два набега приходятся на время, когда Дорестад отпал от Франкского государства и управлялся, согласно Фульдским анналам, датским конунгом из рода Скьёльдунгов по имени Хорук-Рёрик. Он пришёл к берегам Фризии в 850 году.

### Упадок
В 864 году жестокие штормы, сопровождавшиеся наводнениями, затопили побережье Нидерландов, русло Старого Рейна сместилось в сторону Утрехта и остатки Дорестада исчезли с лица земли. Расположение Дорестада на спорной пограничной территории между восточным и западным франкскими королевствами наносило торговле ещё больше ущерба, чем норманнские грабежи.
С середины IX века начинается его упадок, а купцы перебираются в соседние торговые центры — Девентер и Тил. Одно из последних упоминаний — в документе лотарингского короля Цвентибольда, данном епископу Утрехта Адальбольду 24 июня 896 года.
Прекращение поставок в Дорестад и исчезновение его самого привели к переносу королевской таможни в Тил, где вскоре вырос город.

## Археологические раскопки

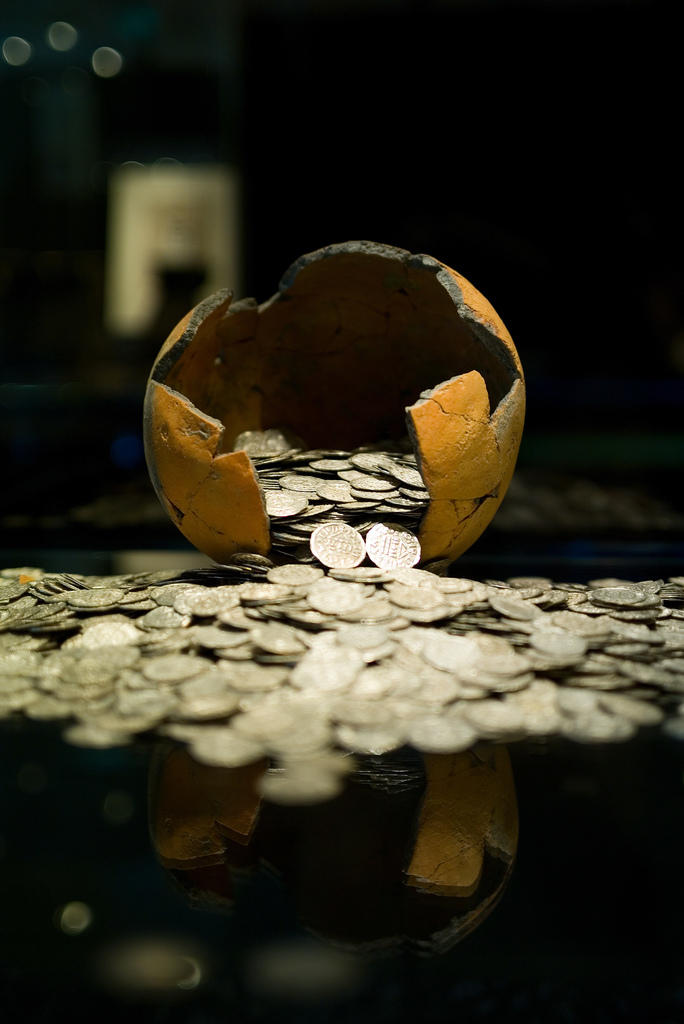
Серебряные монеты из Дорестада, Лейденский музей

Частые разливы рек мало что сохранили от развалин древнего города. Следы раннесредневекового поселения, тем не менее, прослеживаются на территории в 50 га. Принято выделять три городские агломерации Дорестада:
- Нижний город сегодня расположен севернее Вейк-бей-Дюрстеде. Здесь найдены угодья, торговые домики, деревянный порт на сваях (150—200 тысяч штук)[14].
- Средний город
- Верхний город сегодня в южной части деревни Рейсвейк. Из-за частых разливов Рейна сохранилось мало. Здесь могла находиться 3-км жилая прибрежная дорога[14].

На территории города найдены два крупных кладбища с останками, остатки крепости и церкви. Здесь проповедовал епископ Теодард Дарестадский, что указывает на важную роль Дорестада в христианизации региона и его пограничном положении между принявшими христианство и языческими странами.
Дома строились из дерева, крышу крыли из тростника или соломы. Согласно дендрохронологии найденные винные дубовые бочки происходят из немецкого региона Рейн-Гессен и датируются 685—835 годами. В 1969 году Дорестадскую фибулу (на рис.) обнаружили в древнем колодце, куда нередко пытались местные жители спрятать от захватчиков драгоценности.
В 1839 году жители, перемалывавшие кости животных в муку для удобрения почвы, раскопали на территории прежнего Дорестада могильник, где нашли кости, монетки и ювелирные украшения. В 1841—1842 году куратор Лейденского музея L.J.F. Janssen провёл раскопки, которые впервые научно засвидетельствовали существование в прошлом города Дорестада.
Вследствие археологических раскопок установлено, что основными употребляемыми в пищу животными был крупный рогатый скот (47 %), свиньи (31 %) и овцы (10 %). Редкими были курица и другая домашняя птица, козы, дикие животные, пресная и морская рыба (щука, угорь, сельдь, моллюски, мидии).